# Gunnar Stålsett
Gunnar Johan Stålsett (ur. 10 lutego 1935 w Nordkapp) – norweski duchowny protestancki, teolog i polityk, przewodniczący Partii Centrum, biskup Oslo w Kościele Norwegii, długoletni członek Norweskiego Komitetu Noblowskiego.

## Życiorys
Urodził się jako jedno z ośmiorga dzieci Johana Emila Stålsetta i Almy Elisabeth Joki. Gdy miał siedem lat, rodzina przeprowadziła się do Gildeskål. W 1953 zdał egzamin dojrzałości, po czym podjął studia teologiczne na Uniwersytecie w Oslo. Kształcił się również w Stanach Zjednoczonych na Bethany Lutheran Theological Seminary. Studia ukończył w 1961 na prywatnej uczelni Det teologiske Menighetsfakultet.
Działał przez kilka lat w polityce jako działacz Partii Centrum. Był sekretarzem stanu w resorcie spraw kościelnych i edukacji w rządzie Larsa Korvalda (1972–1973), zastępcą poselskim w Stortingu (1977–1981) i przewodniczącym centrystów.
Poza praktyką duchownego zajmował się pracą akademicką, wykładając teologię na Uniwersytecie w Oslo. Został też sekretarzem generalnym Światowej Federacji Luterańskiej (1985–1994). W 1998 objął stanowisko biskupa Oslo, funkcję tę pełnił do 2005.